# Saltsburg
Saltsburg es un borough ubicado en el condado de Indiana en el estado estadounidense de Pensilvania. En el año 2000 tenía una población de 955 habitantes y una densidad poblacional de 1,787.2 personas por km².

## Geografía
Saltsburg se encuentra ubicado en las coordenadas 40°29′09″N 79°26′52″O / 40.48583, -79.44778.

## Demografía
Según la Oficina del Censo en 2000 los ingresos medios por hogar en la localidad eran de $27,448 y los ingresos medios por familia eran $37,614. Los hombres tenían unos ingresos medios de $32,778 frente a los $24,688 para las mujeres. La renta per cápita para la localidad era de $14,580. Alrededor del 12.7% de la población estaba por debajo del umbral de pobreza.